# Блозовський Михайло
Михайло Блозовський, отець Михайло Блозовський, «Сноб'як», «Священик» (3 серпня 1902, с. Заріччя (тепер у складі міста Золочів — 2 квітня 1949) — український греко-католицький священник, капелан, діяч «Фронту Національної Єдності» і член його керівної колегії, повстанець.

## Життєпис
Народився в селі Заріччя коло Золочева, тепер входить до складу міста.

Політична колегія (провід) ФНЄ, Львів, 1938 р.. Стоять в центрі (зліва направо: Дмитро Паліїв, Сильвестр Герасимович та отець Михайло Блозовський. Зправа за Блозовським – Микола Шлемкевич – ідеолог ФНЄ

З юнацьких років переслідувався польською поліцією за участь в українському у скаутському русі «Пласт».
- 1930–1932 — духівник Малої семінарії у м. Львів.
- З 1931 — віце-канцлер Митрополичої консисторії УГКЦ у Львові.

У 1933 — підтримав створення політичної партії «Фронт Національної Єдності», за що був покараний митрополичим церковним судом і позбавлений уряду віце-канцлера Митрополичої Консисторії УГКЦ. Віце-прокурору доктору наук отцю Леву Глинці казав він, що священик підписується під тезами висунутими ФНЄ опублікованими газетою «Перемога» 1 листопада 1933. Що за переконанням зайнявся політикою, бо добро УГКЦ, котрої він є слугою і добро українського народу, якого він є повноправним громадянином спонукали його взяти участь у політичній організації «ФНЄ». Після чого почались скитання його по теренах Львівської Архиєпархії УГКЦ.
У 1939 — служив у парохії села Чесники Рогатинського району (тепер — церква Архистратига Михаїла с. Чесники Рогатинського району Ів.-Франківської обл. України). Польська влада пильно стежила за його діями і шукала нагоди звільнитись від нього. Проти нього було порушено кримінальну справу за українізацію прізвищ, за небажання їх перекручувати на догоду окупантам. Його покарано шестимісячним ув'язненням.
- 1941–1943 — парох у Красному коло Львова.
- 1943–1945 — парох в селі Сможе Славського (тепер — Сколівського) району, де він співпрацює з ОУН-УПА.
- У 1944 — співпрацює з Славським районним проводом ОУН, проводить національно-патріотичне виховання народу, опікується новоствореним загоном Української Національної Самооборони.

У березні 1946, коли за сценарієм Москви на псевдособорі 1946 р. ліквідували офіційне життя УГКЦ, арештували всіх єпископів та велику кількість священиків, переходить у підпілля і вступає в лави УПА як капелан (польовий духівник). Благословляв повстанців на успіх у боротьбі з ворогом, відправляв богослужіння, сповідав і причащав бійців та старшин, освячував місця постоїв, підтримував розважним словом і доброю порадою хворих і поранених чи виснажених до краю нерівним протиборством вояків, проводжав в останню дорогу полеглих. 
Працював коректором, а згодом керівником окружного технічного підрозділу, знаного як «Друкарня ім. Лопатинського в Стрию», що була підпорядкована Головному Осередкові Пропаганди та інформації при проводі ОУН". Був задіяний у діяльність районного проводу ОУН на Сколівщині, займався збиранням відомостей про полеглих повстанців і складанням їхніх життєписів, поширював підпільні видання. Надавав духовну допомогу повстанцям часто у виснажливих переходах у важкодоступні ділянки гір, лавірував між щоденними облавами та «прочісуваннями» лісів НКВС, маневрування серед зрадників та запроданців. Безперечно, отцеві-воїнові (капеланові) допомагали його бойові побратими, які супроводжували його, охороняли, бо священик ходив без зброї.
2 квітня 1949 разом із братами Василем і Савою Краснянським, Павлом Арендачем і Василем Дубом капелан перебирався на нове місце постою. Несподівано повстанці натрапили у засідку НКВС коло села Погар, яку влаштував підрозділ 91-го стрілецького полку внутрішніх військ МДБ під командуванням капітана Лєбьодкіна. У тривалому бою у співвідношенні один до десяти — всі повстанці полягли. Їх тіла НКВС перевезло до села Тухолька, здерли з них одяг і виставили на схилі придорожного рову перед гарнізоном, потім відвезли до села Славське і викинули їх тіла над ровом куди звозили вбитих повстанців. Там НКВС заздалегідь вишколило 2 коні так, щоб ті обгризали людські трупи, і дало їм гризти тіла п'яти повстанців (після чого трупи були закопані на Млаці під Голицею). На честь загиблого капелана Михайла Блозовського Славчани присвятили вірш.